# Sugrames hauseri
Sugrames hauseri är en skalbaggsart som beskrevs av Edmund Reitter 1894. Sugrames hauseri ingår i släktet Sugrames och familjen Aphodiidae. Inga underarter finns listade i Catalogue of Life.